# Bikini Porn
"Bikini Porn" é uma canção da cantora e compositora sueca Tove Lo, que a co-escreveu com Finneas, Jakob Hazell, Ludvig Söderberg e Svante Halldin. Foi produzida por Finneas, Jack & Coke e A Strut, que também cuidou da programação. A Universal Music AB lançou "Bikini Porn" como single em 15 de janeiro de 2020 para download e em serviços de streaming, e depois a incluiu no álbum de relançamento de Lo, Sunshine Kitty: Paw Prints Edition, em maio de 2020. O single também contou com a balada "Passion and Pain Taste the Same When I'm Weak", escrita por Lo e Finneas.
"Bikini Porn" é uma canção pop orquestrada por instrumentos tropicais. De acordo com Lo, o título da faixa se refere às linhas bronzeadas e suas letras são sobre deixar de lado as preocupações. Recebeu críticas positivas de críticos musicais, que elogiaram suas letras sexuais e composição otimista. "Bikini Porn" alcançou a posição 79 na Suécia e a posição 35 na Hot 40 Singles Chart na Nova Zelândia.
Moni Haworth dirigiu o videoclipe de "Bikini Porn" em Hesperia e Victorville, Califórnia, que foi lançado em 17 de janeiro de 2020. Editado em um estilo lo-fi e VHS, retrata Lo usando biquínis diferentes enquanto dançava em vários locais, como um deserto, uma academia e a parte de trás de um trailer. Alguns críticos elogiaram o enredo do clipe por combinar com a letra da música, e outros consideraram a participação de Finneas como piloto do Uber como um destaque. Lo cantou "Bikini Porn" durante sua turnê Sunshine Kitty em 2020.

## Contexto

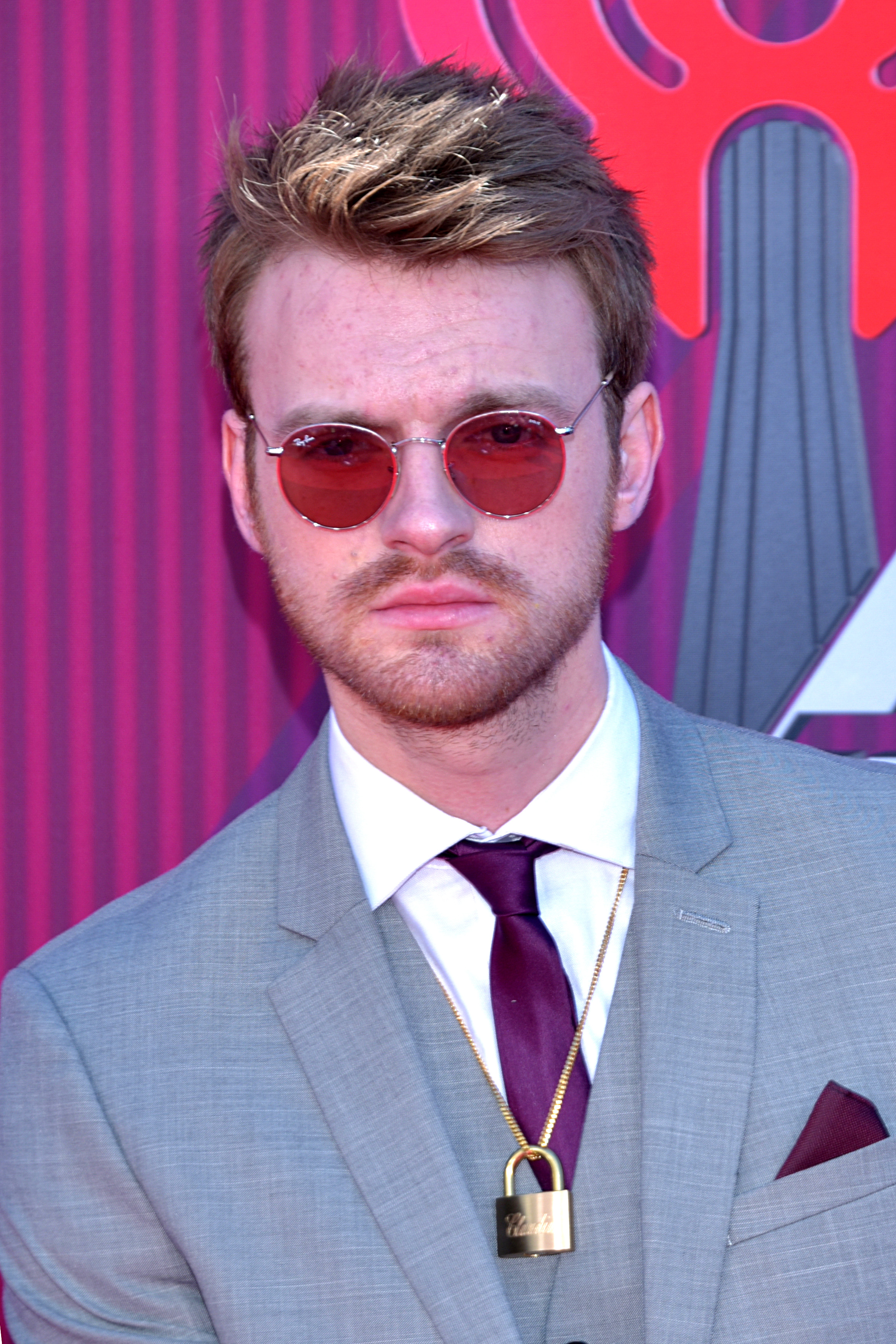
Finneas contribuiu para "Bikini Porn" como co -escritor e produtor

Tove Lo escreveu "Bikini Porn" enquanto bebia champanhe e estava no que ela descreveu como um "lugar feliz". De início a composição foi mal recebida pela equipe de Lo, que disse a ela "Acho que você está imaginando que é algo [melhor do que é]." Ela então contatou o músico americano Finneas por meio de um coletivo de compositores do qual os dois eram membros e pediu-lhe que produzisse a faixa. Ele concordou, dizendo "Isso é incrível, deixe-me fazer minhas coisas". Lo acreditava que Finneas adicionou a qualidade necessária e "coragem e estranheza" à música. Ela também comentou sobre a experiência de trabalhar com pessoas diferentes de sua equipe usual de produtores, dizendo, "isso desafia você e traz novos lados de você, em termos de escrita."
Em um post no Instagram, Finneas disse que se tornou fã de Lo depois de ouvir sua música " Habits (Stay High) " em 2014 e que "Bikini Porn" era "exatamente" a faixa que ele sonhava produzir para ela. Em uma entrevista de junho de 2019 para a Billboard, Lo afirmou que escreveu canções com Finneas, elogiando sua habilidade como produtor e escritor. Ela disse à NME em outubro daquele ano: "Somos fãs da música um do outro e ele é um letrista muito bom, então me senti como uma sessão mais fresca e livre".
"Bikini Porn" foi escrita por Lo, Finneas, Ludvig Söderberg, Jakob Hazell e Svante Halldin. Sua produção e programação foram feitas por Finneas, Jack & Coke e A Strut. Serban Ghenea a mixou com a ajuda de John Hanes enquanto Chris Gehringer a masterização. Finneas produziu os vocais e tocou o sintetizador e instrumentos de percussão.

## Música e letras
"Bikini Porn" é uma música pop uptempo com dois minutos e quarenta e dois segundos de duração. Sua instrumentação incorpora uma batida tropical altamente processada e backing vocals que foram modulados com um vocoder. Lo disse que o título da música é uma referência às "linhas bronzeadas", acrescentando que é sobre "viver no sol" e o estilo de vida "estranho" em Los Angeles que ela considera ser "tão escuro e divertido". Ela também descreveu "Bikini Porn" como "uma música sexy e estranha sobre deixar de lado suas preocupações", na qual ela também tira sarro de si mesma.
Derrick Rossignol da Uproxx disse que Lo estava cantando sobre "seu sucesso e curtindo um dia quente", como demonstrado na letra "Tudo que eu faço é beber champanhe o dia todo, o dia todo, o dia todo / E eu danço pelo meu quarto nua, oh sim, nua ". Em relação ao mesmo verso, Stephen Daw da Billboard disse que Lo 'sentiu-se a si mesma' literalmente e figurativamente, e incentiva o seu amante para segui-la.

## Lançamento e apresentações ao vivo
Finneas disse à Radio.com em novembro de 2019 que sua colaboração com Lo seria lançada no início de 2020. Em 24 de dezembro, Lo postou a letra de uma música inédita em sua conta do Instagram usando a hashtag "bikiniporn". Cerys Kenneally do The Line of Best Fit especulou que a hashtag era o título do novo single. Em 15 de janeiro de 2020, quatro meses após lançar seu quarto álbum de estúdio Sunshine Kitty, Lo estrou o single "Bikini Porn". Tornando-se disponível para download e em serviços de streaming, via Universal Music AB. Lo apresentou "Bikini Porn" pela primeira vez durante o show de abertura da Sunshine Kitty Tour em Nashville, Tennessee, em 3 de fevereiro de 2020, como a última música da set list. Ela cantou a faixa ao lado de "Habits (Stay High)" e "Sweettalk My Heart" (2019) durante o encore nos shows subsequentes.

### "Passion and Pain Taste the Same When I'm Weak"
O single traz uma canção adicional, "Passion and Pain Taste the Same When I'm Weak", escrita por Lo e Finneas. Ele também programou, projetou e produziu a faixa. É uma balada ambiente de quatro minutos de duração, com melodia composta por ruídos de fundo e percussões. Lo a descreveu como uma "bela, tipo de" e "balada mais poética" do que "Bikini Porn". Ela disse a Nylon que observou uma conexão "muito próxima" entre paixão e ódio em um relacionamento fervoroso, explicando: "Às vezes, quando você está em algo muito apaixonado, você meio que perde de vista - geralmente vem com muito drama e luta... de repente, [isso] vira mais dor do que amor". Ela afirmou que gostou de escrever com Finneas porque ele a encorajou a ser mais vulnerável. No verso "Se você quebrar meus ossos, eu vou ferir a minha alma, vou foder-lo novamente", Lo descreve uma fase escura em seu relacionamento, de acordo com Stephen Daw da Billboard  e Rose Riddell da Coup de Main Magazine.
De acordo com Lo, "Bikini Porn" e "Passion and Pain Taste the Same When I'm Weak" foram lançados juntas para representar os dois lados das "emoções extremas da vida". Ela afirmou que as faixas mostram que ela pode ser sexual e confiante, mas também inteligente e poética em sua música. Alguns autores, como Stephen Daw da Billboard e Rose Riddell da Coup de Main Magazine notaram a diferença de composição entre "Bikini Porn" e "Passion and Pain Taste the Same When I'm Weak". Patrick Clarke da NME disse que as faixas apresentam dois lados diferentes da música de Lo, notando que "Bikini Porn" era "otimista e alegre", enquanto "Passion and Pain Taste the Same When I'm Weak" tinha um tema mais sombrio. Da mesma forma, Rossignol considerou "Passion And Pain Taste The Same When I'm Weak" um "tom mais lento e sombrio" do que "Bikini Porn". Mike Wass do Idolator disse que as faixas refletem o som mínimo e alternativo de Finneas. Ambas as canções foram posteriormente incluídas no álbum de relançamento de Lo, Sunshine Kitty: Paw Prints Edition, lançado em 22 de maio de 2020.

## Recepção
Alguns críticos elogiaram as letras sexuais de "Bikini Porn" e sua composição otimista. Julgando seu título carismático, Jordi Bardají, do Jenesaispop, chamou "Bikini Porn" de uma "faixa dançante e divertida". Escrevendo para o mesmo site, Raúl Guillén elogiou sua melodia uptempo e disse que a canção poderia ter feito parte de Sunshine Kitty, acrescentando que a contribuição de Finneas é estilisticamente semelhante a seu trabalho anterior. Mike Wass do Idolator encontrou o refrão da música peculiar, bem como 'curta e doce e muito, muito cativante'. Ele também disse que a faixa, apesar de ser uma partida do estilo synth-pop, ainda trazia os temas sexuais comuns em sua música. Mais tarde, Wass a considerou a melhor música do primeiro trimestre de 2020. Jem Aswad, da Variety, considerou "Bikini Porn" um "bouncy", "uma condução à pista de dança" e disse que não era semelhante aos trabalhos anteriores de Finneas. Salvatore Maicki, do The Fader, afirmou que a letra parece "adequada para um janeiro excepcionalmente quente, um hino desgrenhado para viver menos".
Alguns críticos consideraram "Bikini Porn" uma candidata a canção do verão de 2020, como Madeline Roth, da MTV News, que também elogiou a composição otimista da faixa. Ecoando esse pensamento, Claire Shaffer, da Rolling Stone, disse que "Bikini Porn" foi "uma das primeiras candidatas à canção do verão" e elogiou seu tema hedonista. Outros críticos afirmaram que a música tinha uma mensagem fortalecedora. Michael Love Michael da Paper disse que "Bikini Porn" é uma "faixa sexy e poderosa" com letras irônicas sobre a própria Lo. Da mesma forma, Rose Riddel da Coup de Main Magazine a descreveu como uma música poderosa com uma melodia otimista. Na Suécia, "Bikini Porn" estreou na posição 76 na parada Veckolista Singlar na semana de 24 de janeiro de 2020.  Na Nova Zelândia, "Bikini Porn" estreou no número 35 na Hot 40 Singles Chart, uma extensão da principal parada do Top 40 Singles, durante a semana de 27 de janeiro de 2020.

## Videoclipe
O videoclipe de "Bikini Porn" foi dirigido por Moni Haworth e filmado em Hesperia e Victorville, Califórnia, com uma equipe de sete pessoas. Lo disse que o vídeo foi divertido e bizarro de filmar, descrevendo o clipe como sexual e engraçado, embora nem todas as cenas sejam "feitas para serem lisonjeiras". Finneas faz uma pequena aparição como um motorista do Uber. Em 17 de janeiro de 2020, Lo lançou o clipe nas plataformas digitais e escreveu um post no Instagram dizendo: "Alguém chocado sou basicamente eu correndo de biquíni? Não pensei assim."
O videoclipe, que foi capturado em um estilo lo-fi e VHS, mostrando Lo vestindo biquínis diferentes enquanto dançava em locais como um deserto, uma academia e a parte de trás de um trailer. Em uma cena, ela tira a blusa e entra em uma piscina, em paralelo com a letra "Mergulhando no raso da piscina comigo". Ela então começa a dançar em uma loja de discos enquanto os funcionários assistem e eventualmente a expulsam. Na última cena do vídeo, ela dança no banco de trás de um carro Uber que está sendo dirigido por Finneas, que parece incomodado com sua presença. Lo disse sobre o vídeo, "[Sou] eu em meu próprio mundo, apenas vivendo minha vida sem me importar com o que as pessoas pensam".
De acordo com Carolyn Droke da Uproxx, o clipe "complementa a energia otimista da faixa" e parece "um vídeo caseiro". Claire Shaffer da Rolling Stone considerou o seu conceito de 'bizarro' e Jordi Bardají do Jenesaispop observou que a cantora 'completamente desencadeou' enquanto mostra sua sensualidade em todos os lugares que ela visita no vídeo. Madeline Roth, da [[MTV News], escreveu que o destaque do videoclipe é a cena em que Lo dança no banco de trás de um carro que Finneas está dirigindo. Deepa Lakshmin, da Nylon, disse que o clipe é um "forte contraste" com o de "Glad He's Gone", o lead single do álbum Sunshine Kitty de Lo, que foi mais caro de produzir. Lakshmin também elogiou a participação especial de Finneas, dizendo que é um "bônus fantástico".

## Lista de músicas
Digital download
1. "Bikini Porn" – 2:42
2. "Passion and Pain Taste the Same When I'm Weak" – 4:00

Record Store Day 10" vinyl
1. "Bikini Porn" – 2:42
2. "Passion and Pain Taste the Same When I'm Weak" – 4:00

## Créditos e pessoal
Créditos adaptados do TIDAL.
| "Bikini Porn" - Tove Lo – Compositor\|composição]], vocais principais, vocais de fundo - Finneas – composição, produção, programação, produção vocal, sintetizador, instrumentos de percussão - Ludvig Söderberg – composição - Jakob Hazell – composição - Svante Halldin – composição - Jack & Coke – produção, programação - A Strut – produção, programação - Serban Ghenea – mixagem - John Hanes – assistente de mixagem - Chris Gehringer – domínio | "Passion and Pain Taste the Same When I'm Weak" - Tove Lo – composição, vocais principais, vocais de fundo - Finneas – composição, produção, programação, produção vocal, engenharia de áudio, sintetizador, instrumentos de percussão - Serban Ghenea – mixagem - John Hanes – assistente de mixagem - Chris Gehringer – domínio |

## Desempenho nas tabelas musicais
| Tabela musical (2020)            | Melhor posição |
| -------------------------------- | -------------- |
| Nova Zelândia Hot Singles (RMNZ) | 35             |
| Suécia (Sverigetopplistan)       | 76             |

## Histórico de lançamento
| Região         | Data                   | Formato                    | Gravadora          | Ref.          |
| -------------- | ---------------------- | -------------------------- | ------------------ | ------------- |
| Vários         | 15 de janeiro de 2020  | Download digital streaming | Universal Music AB | [ 11 ] [ 38 ] |
| Itália         | 31 de janeiro de 2020  | Contemporary hit radio     | Universal Music AB | [ 39 ]        |
| Estados Unidos | 26 de setembro de 2020 | Vinil de imagem de 10      | Island Records     | [ 36 ]        |